# Liptovská Osada
Liptovská Osada (Hongaars: Oszada) is een Slowaakse gemeente in de regio Žilina, en maakt deel uit van het district Ružomberok.
Liptovská Osada telt 1.647 inwoners.